# Diana Gomes (Fußballspielerin)
Diana Catarina Ribeiro Gomes (* 26. Juli 1998 in Paços de Ferreira) ist eine portugiesische Fußballspielerin. Sie steht derzeit beim FC Sevilla unter Vertrag und spielte 2017 erstmals für die portugiesische Nationalmannschaft.

## Karriere

### Vereine
Diana Gomes begann ihre Karriere 2012 beim SC Freamunde in ihrer Heimat Paços de Ferreira. Vier Jahre später wechselte sie zum Valadares Gaia FC, der im Campeonato Nacional de Futebol Feminino spielte. 2017 wechselte sie dann zu Sporting Braga. Im Jahr 2022 wechselte sie schließlich zum spanischen Verein FC Sevilla.

### Nationalmannschaft
Gomes spielte ab 2013 für die Nachwuchsnationalmannschaften des PFP der Altersklassen U16, U17 und U19. Mit der U17-Nationalmannschaft nahm sie an der Europameisterschaft 2014 teil. Darüber hinaus kam sie für die U19-Nationalmannschaft in drei Qualifikationsspielen für die Europameisterschaft 2017 zum Einsatz.
Am 3. März 2017 kam Gomes im Spiel gegen Dänemark erstmals für die A-Nationalmannschaft zum Einsatz. Am 19. Juni 2017 nominierte Francisco Neto sie für den vorläufigen Kader für die Fußball-Europameisterschaft der Frauen 2017, die erste Europameisterschaft, für die sich die portugiesische Frauen-Nationalmannschaft qualifizieren konnte. In dem am 6. Juli 2017 veröffentlichten endgültigen Kader waren Gomes und Cristiana Garcia dann nicht mehr enthalten. Nachdem sich Jéssica Silva beim letzten Training vor der Reise zum Turnier verletzt hatte, wurde Gomes am 14. Juli wieder in den Kader aufgenommen. Beim Turnier kam sie letztlich nicht zum Einsatz. Bei der Fußball-Europameisterschaft der Frauen 2022 kam Gomes hingegen in allen drei Gruppenspielen zum Einsatz. 2025 stand sie erneut im portugiesischen Aufgebot für die Europameisterschaft und erzielte beim 1:1-Unentschieden gegen Italien im zweiten Gruppenspiel in der 89. Minute den Treffer für ihre Mannschaft. Durch das Remis hatten die Portugiesinnen noch die Chance, durch einen hohen Sieg gegen Belgien das Viertelfinale zu erreichen, verloren aber mit 1:2 und schieden als Gruppenletzte aus.